# Wolf Sabo
Wolf Sabo (* 20. Februar 1930 in Wolfhagen; † 1992) war ein deutscher Schauspieler und Regisseur.

## Leben
Über das Leben von Wolf Sabo, der als Wolf Saborowski geboren wurde, sind nur lückenhafte Informationen vorhanden. Er hatte an den Theatern in Döbeln, Leipzig, Zeitz, Quedlinburg, Cottbus und Altenburg als Schauspieler und Regisseur gearbeitet. Für die DEFA und das Fernsehen der DDR stand er vielfach vor der Kamera. Im VEB Maschinen- und Apparatebau Staßfurt wirkte er zeitweise als Leiter und Regisseur des dort ansässigen Arbeitertheaters.
Wolf Sabo war mit der Sängerin Regine Klara Elisabeth Saborowski (1935–2019) verheiratet. Die beiden Söhne Stefan Saborowski (geb. 1960) und Philipp Saborowski wurden ebenfalls Schauspieler.

## Filmografie
- 1968: Hauptmann Florian von der Mühle
- 1973: Das zweite Leben des Friedrich Wilhelm Georg Platow
- 1976: Beethoven – Tage aus einem Leben
- 1977: Unterwegs nach Atlantis
- 1988: Melanios letzte Liebe (Fernsehfilm)
- 1988: Der Eisenhans
- 1989: Verflixtes Mißgeschick!
- 1989: Die gläserne Fackel (Fernsehserie, 1 Episode)
- 1990: Polizeiruf 110: Der Tod des Pelikan (Fernsehreihe)

## Theater

### Schauspieler
- 1962: Friedrich Wolf: Krassin rettet Italia (Leutnant Viglieri) – Regie: Hans-Dieter Schmidt (Theater der Jungen Welt Leipzig)
- 1981: Johann Wolfgang von Goethe: Faust I (Mephisto) – Regie: Gerhard Hubert (Bühnen der Stadt Quedlinburg)
- 1989: Werner Buhss nach Daniil Granin: Nina, Nina, Tam Kartina (Poliwanow) – Regie: Gert Hof (Landestheater Altenburg)

### Regisseur
- 1960: Hans-Dieter Schmidt: Dreimal klingeln (Stadttheater Döbeln)
- 1962: Hans-Dieter Schmidt nach Brüder Grimm: Wettlauf zwischen Hase und Igel (Theater der Jungen Welt Leipzig)
- 1963: Rudolf Hirsch nach Brüder Grimm: Aktion Polarkuß – Regie mit Gerhard König (Leipziger Pioniertheater)
- 1966: Arnold Zweig: Das Spiel vom Herrn und vom Jockei (Arbeitertheater Staßfurt)
- 1974: Günter Weindich: Weil wir keine Kinder sind (Theater der Stadt Zeitz)
- 1975: Joachim Knauth: Die Nachtigall (Theater der Stadt Zeitz)
- 1976: Carl Sternheim: Die Hose (Theater der Stadt Zeitz)
- 1976: Heinrich von Kleist: Der zerbrochne Krug (Bühnen der Stadt Quedlinburg)
- 1979: Helmut Käutner nach Eugène Scribe: Das Glas Wasser oder Barock and Roll (Theater der Stadt Cottbus)
- 1982: Wolfgang Borchert: Draußen vor der Tür (Bühnen der Stadt Quedlinburg)
- 1983: Anatoli Lunatscharski: Der befreite Don Quichote (Bühnen der Stadt Quedlinburg)
- 1983: Franz und Paul von Schönthan: Der Raub der Sabinerinnen (Bühnen der Stadt Quedlinburg)
- 1984: Helmut Käutner nach Eugène Scribe: Das Glas Wasser (Bühnen der Stadt Quedlinburg)
- 1984: Nach Christian August Vulpius: Rinaldo Rinaldini (Bergtheater Thale)
- 1991: Brüder Grimm: Schneeweißchen und Rosenrot (Landestheater Altenburg)
- 1991: Rudyard Kipling: Das Dschungelbuch (Landestheater Altenburg)
- 1992: Curt Goetz: Ingeborg (Landestheater Altenburg)